# 赵子禠
赵子禠（1089年—1157年），字志南，宋太祖赵匡胤六世孙，镇江大港赵氏始祖。

## 生平
赵子禠是宋太祖赵匡胤次子燕懿王赵德昭五世孙，冀王赵惟吉玄孙，丹阳郡王赵守节曾孙，南康郡王赵世永之孙，防御使赵令郢之子。靖康二年（1127年)，因靖康之变而随南宋皇室南渡，居于京口（今镇江）。建炎三年（1129年）迁往大港定居，由此成为大港赵氏始祖。绍兴二年（1132年），授朝散大夫，并获赐田百顷为食邑。绍兴二十七年（1157年）去世，终年59岁。死后葬于仙墓山（今荞麦山）西北。其墓地现为江苏省文物保护单位。

## 后代
赵子禠原配戴氏，早卒，诰封贞懿夫人。后继娶仲氏，诰封淑懿夫人。育有二子伯鉌、伯鐄。
中国近代革命先驱赵声、中华民国陆军中将赵启騄、中华民国经济部部长趙耀東、旅法画家赵无极等皆为大港赵氏后人。